# TSV Bayer Dormagen
Der Turn- und Sportverein Bayer Dormagen 1920 e. V. ist mit ca. 4000 Mitgliedern der größte Sportverein in Dormagen und einer der größten im Rhein-Kreis Neuss.
Genauso wie der TSV Bayer 04 Leverkusen ist der TSV Bayer Dormagen ein Werksclub der Bayer AG und das Unternehmen ist Großsponsor des Vereins. 1920 wurde der Verein unter dem Namen Turn- und Sportverein Bayer Dormagen e. V. gegründet. Die Vereinsfarben sind blau-weiß. Die Sportstätten befinden sich nahe oder auf dem dortigen Werksgelände der Bayer AG.
Die wohl bekannteste Abteilung dieses Vereins ist seine Handballmannschaft, die unter dem Namen TSV Dormagen bis zum Ende der Saison 2009/10 in der 1. Handball-Bundesliga spielte. Von 2010 bis 2012 spielte die Mannschaft unter dem Namen Dormagener Handball-Club Rheinland.
Der Sportverein hat viele unterschiedliche Abteilungen, die er seinen Mitgliedern anbieten kann: Basketball, Fechten, Leichtathletik, Breitensport, Schwimmen, Tauchen, Handball, Fußball, Judo, Ju-Jutsu, Boxen, Volleyball, Turnen und Triathlon.

## Sportanlage

### Außenanlage
Auf dem Sportgelände befindet sich eine Hauptkampfbahn nach internationalem Standard, die im Jahre 2010 neu angelegt wurde. Dazu gehört auch noch eine Wettkampfanlage für die leichtathletischen Wurfdisziplinen, wie Kugelstoßen, Diskus und Speer. Direkt daneben liegen zwei Kleinspielfelder mit Kunstrasenbelag, die vorwiegend von Freizeit- und Kindergruppen zu Trainingszwecken genutzt werden können. Ebenso gibt es auf der Anlage einen Kunstrasenplatz, welcher die am stärksten genutzte Spiel- und Trainingsfläche für Fußball ist. Eine weitere Trainingslaufbahn (Finnenbahn) führt mit einer Länge von ca. 1 km rund um die Clubanlage und wird von allen Abteilungen genutzt. Abgerundet wird die Außenanlage noch von einer großen Beachanlage mit zwei Feldern für Volleyball sowie einem Feld für Handball und Fußball.

### Hallen
Das TSV Bayer Sportcenter wird in erster Linie von den ballsporttreibenden Abteilungen genutzt. Hierzu zählen Handball, Volleyball und Basketball. Die Halle hat eine Kapazität für 3002 Zuschauer (1.956 Sitz- und 1046 Stehplätze) und wird auch für nicht-sportliche Veranstaltungen genutzt, wie zum Beispiel Konzerte, Karnevalssitzungen oder Jubilarfeiern.
Die Halle 1 wurde im September 1980 zum Zeitpunkt des 60-jährigen Vereinsjubiläums fertiggestellt. Neben der Spielfläche liegt eine 60-Meter-Sprintbahn, die im Zuge des Neubaus der Leichtathletikhalle hinzugefügt wurde. Im Obergeschoss befindet sich das Judozentrum. Neben der Geschäftsstelle liegt die Halle 2. Diese Halle wurde sechs Jahre nach dem Bau der ersten Halle fertiggestellt und wird in erster Linie für Fechten, Basketball und Volleyball genutzt. Seit 1991 bietet die neue Leichtathletikhalle optimale Trainingsbedingungen. Auf zwei Hochsprung- und zwei Weitsprunganlagen sowie in einem Wurfkäfig für die Technikschulung im Diskuswurf kann optimal trainiert werden.

### Schwimmbad
Die „Römer Therme“ (ehemals Bayer-Bad), das Freibad des Vereins liegt in unmittelbarer Nähe zu der vereinseigenen TSV-Sportanlage am Höhenberg und ist ganzjährig geöffnet. 2003 hat der Verein das Freibad von der Bayer-AG übernommen.

## Abteilung Handball

### Geschichte
1949 wurde die Abteilung Handball gegründet und zunächst wurde neben dem Hallenhandball auch Feldhandball angeboten. Der Handballsport unter freiem Himmel wurde aber nur bis ins Jahr 1976 praktiziert, danach konzentrierte man sich voll auf das Spiel in der Halle.
Die erste Hallenhandballsaison fand 1959/60 statt. Bis zur Saison 1975/76 kämpfte der TSV in den unteren Ligen und arbeitete sich immer weiter nach oben, bis er dann in der Saison 1974/75 den Aufstieg in die Regionalliga schaffen sollte. Von diesem Zeitpunkt an spielte der Verein nur noch in den ersten drei Ligen.
1982/83 gelang der Aufstieg in die 2. Bundesliga, 1987/88 spielte man das erste Mal in der 1. Bundesliga, die man erst wieder in der Saison 1997/98 nach zwei Relegationsspielen verlassen musste. Nach dem direkten Wiederaufstieg stieg man nach zwei Saisons wieder in die 2. Bundesliga ab. Aufgrund finanzieller Schwierigkeiten begann man daraufhin die Saison 2001/02 freiwillig in der Regionalliga West. Schon nach einer Saison stieg der Verein wieder in die 2. Bundesliga auf. Der Aufstieg in die 1. Bundesliga gelang nach zwei vergeblichen Anläufen in der Relegation zum Ende der Saison 2007/08.
Am 21. Mai 2007 wurde bekannt, dass die Bayer AG als Hauptsponsor der Profi-Handball-Mannschaft des TSV aussteigen und sich künftig ganz auf den Fußball spezialisieren will. Sowohl für die Fans, als auch für die Mannschaft selbst kam diese Ankündigung offenbar überraschend. Die Männer-Mannschaft wurde mit dem TSV Dormagen selbstständig und wurde später in DHC Rheinland umbenannt.
Nachdem auch der neu gegründete DHC Rheinland finanzielle Probleme aufwies und die Lizenz für die 2. Bundesliga zurückgab, startete zur Saison 2012/13 wieder der TSV Bayer Dormagen in der Drittklassigkeit. Gleich in der ersten Saison sicherte sich der TSV die Meisterschaft in der 3.Liga West. Der Aufstieg in die 2. Bundesliga war aber nicht zulässig, aufgrund der Lizenzrückgabe in der vorherigen Saison. In der folgenden Saison 2013/14 konnte der TSV sich wiederholt die Meisterschaft bereits am vorletzten Spieltag sichern und steigt damit zum sechsten Mal innerhalb von 31 Jahren in die 2. Bundesliga auf.
Die größten Erfolge des TSV Bayer Dormagen sind der 5. Platz in der Bundesliga in den Jahren 1987/88 und 1990/91, die Finalniederlagen im DHB-Pokal und im IHF-Pokal in der Saison 1992/93 und das Erreichen des Halbfinals im Europapokal der Pokalsieger in der Spielzeit 1993/94.
In der Ewigen Tabelle der deutschen Handball-Bundesliga rangiert der Verein auf Platz 19.

### Nachwuchsförderung
Zwei Jahre vor dem freiwilligen Rückzug in die Regionalliga (2000/01), begann der TSV Bayer Dormagen seine Nachwuchsförderung im Bereich Handball strukturell aufzubauen. Praktisch aus dem Nichts entstand eine umfassende Talentförderung. Zusammen mit den örtlichen Schulen, insbesondere dem Norbert-Gymnasium (Dormagen), wurden Kooperationen vereinbart und Talentsichtungsgruppen installiert. Mit dem Teilinternat Dormagen (seit 1997) und seit dem 1. August 2008 mit dem Sportinternat Knechtsteden, bestehen für junge Handballtalente Möglichkeiten, ihre schulische und sportliche Laufbahn ideal aufeinander abzustimmen. Dadurch konnte die Handballabteilung den Status des Landesleistungsstützpunktes und DHB-Stützpunktes erreichen. Mittlerweile gilt die kontinuierliche Nachwuchsförderung des TSV Bayer Dormagen, die über einen exzellenten Trainerstab verfügt, zu den Besten in ganz Deutschland.
Die größten sportlichen Erfolge in den vergangenen Jahren sind mehrfache Mittelrhein- und westdeutsche Meistertitel sowie die deutsche Vizemeisterschaft der B-Jugend im Jahre 2006. Im Jahr 2012 gewann die Dormagener B-Jugend erstmals den deutschen Meistertitel. Die Nachwuchsarbeit wurde auch von externer Seite mehrfach ausgezeichnet, u. a. mit dem Grünen Band der Dresdner Bank und dem Jugendzertifikat der Toyota-HBL.
Interessant ist dabei die vielfältige Nachwuchsförderung am Standort Dormagen. Neben dem Handball werden insbesondere das Säbel-Fechten, die Leichtathletik, das Schwimmen (alle beim TSV Bayer Dormagen) und das weibliche Ringen (AC Ückerath) gefördert. In diesen Sportarten zählen die Dormagener Talente zu Deutschlands Besten.

### Spielstätte
Seit dem März 2002 finden alle Handballspiele im 3002 Zuschauer (1.956 Sitz- und 1046 Stehplätze) fassenden TSV-Sportcenter statt. Die Kosten der Halle, mehr als 6 Millionen Euro, wurden maßgeblich von der Bayer AG, dem Land Nordrhein-Westfalen und der Stadt Dormagen getragen. Die Halle ist baugleich mit der Bayer-Sporthalle in Wuppertal und der Halle Berg Fidel in Münster.

### Saisonbilanzen seit 2000
| Saison  | Spielklasse       | Platz | Sp | S  | U | N  | Tore      | Diff. | Punkte |
| ------- | ----------------- | ----- | -- | -- | - | -- | --------- | ----- | ------ |
| 2000/01 | 1. Bundesliga     | 17    | 38 | 12 | 2 | 24 | 0888:0981 | −093  | 26:50  |
| 2001/02 | Regionalliga West | 01    | 30 | 30 | 0 | 0  | 0924:0615 | +309  | 60:0   |
| 2002/03 | 2. Bundesliga Süd | 12    | 34 | 14 | 2 | 18 | 0893:0948 | −055  | 30:38  |
| 2003/04 | 2. Bundesliga Süd | 04    | 34 | 21 | 3 | 10 | 0910:0853 | +057  | 45:23  |
| 2004/05 | 2. Bundesliga Süd | 03    | 34 | 23 | 2 | 09 | 1015:0903 | +112  | 48:20  |
| 2005/06 | 2. Bundesliga Süd | 02    | 36 | 27 | 5 | 04 | 1121:0932 | +189  | 59:13  |
| 2006/07 | 2. Bundesliga Süd | 02    | 34 | 23 | 6 | 05 | 1024:0886 | +138  | 52:16  |
| 2007/08 | 2. Bundesliga Süd | 01    | 34 | 29 | 2 | 03 | 1060:0865 | +195  | 60:08  |
| 2008/09 | 1. Bundesliga     | 16    | 34 | 07 | 5 | 22 | 0871:1027 | −156  | 19:49  |
| 2009/10 | 1. Bundesliga     | 16    | 34 | 06 | 2 | 26 | 0891:1058 | −167  | 14:54  |
| 2010/11 | 1. Bundesliga 1   | 16    | 34 | 08 | 0 | 26 | 0848:1006 | −158  | 16:52  |
| 2011/12 | 2. Bundesliga     | 19    | 38 | 13 | 1 | 24 | 0990:1039 | −049  | 19:49  |
| 2012/13 | 3. Liga West 2    | 01    | 28 | 22 | 1 | 05 | 0870:0736 | +134  | 45:11  |
| 2013/14 | 3. Liga West      | 01    | 30 | 25 | 3 | 02 | 0957:0742 | +215  | 53:07  |
| 2014/15 | 2. Bundesliga     | 16    | 38 | 13 | 1 | 24 | 0942:1022 | −085  | 25:51  |
| 2015/16 | 2. Bundesliga     | 20    | 40 | 9  | 3 | 28 | 0955:1059 | −104  | 21:59  |
| 2016/17 | 3. Liga West      | 04    | 30 | 18 | 3 | 09 | 0860:0832 | +028  | 39:21  |
| 2017/18 | 3. Liga West      | 02    | 30 | 23 | 2 | 05 | 0918:0732 | +186  | 48:12  |
| 2018/19 | 2. Bundesliga     | 13    | 38 | 15 | 3 | 20 | 1053:1071 | −018  | 33:43  |
| 2019/20 | 2. Bundesliga     | 10    | 24 | 12 | 0 | 12 | 0675:0663 | +012  | 24:24  |
| 2020/21 | 2. Bundesliga     | 07    | 36 | 17 | 4 | 15 | 0976:0954 | +022  | 38:34  |
| 2021/22 | 2. Bundesliga     | 16    | 38 | 13 | 5 | 20 | 0974:1016 | −042  | 31:45  |
| 2022/23 | 2. Bundesliga     | 15    | 36 | 15 | 1 | 20 | 0997:1011 | −014  | 31:41  |
| 2023/24 | 2. Bundesliga     | 16    | 34 | 10 | 2 | 22 | 0968:1021 | −053  | 22:46  |
| 2024/25 | 2. Bundesliga     | 09    | 34 | 15 | 1 | 18 | 1067:1066 | +001  | 31:37  |

### Kader 2025/26
| Nummer  | Name                   | Position | Geburtsjahr | Nation       | seit |
| 1       | Louis Oberosler        | TW       | 1998        | Österreicher | 2024 |
| 20      | Christian Ole Simonsen | TW       | 2000        | Deutscher    | 2021 |
| 02      | Luca Krist             | RL/RM    | 2005        | Deutscher    | 2024 |
| 04      | Vinzent Bertl          | RR       | 2004        | Deutscher    | 2024 |
| 07      | Krischa Leis           | RR       | 2005        | Deutscher    | 2023 |
| 09      | Florian Boehnert       | RM       | 2004        | Deutscher    | 2022 |
| 13      | Kaj Kriescher          | RA       | 2004        | Belgier      |      |
| 14      | Moritz Köster          | RL/RM    | 2002        | Deutscher    | 2024 |
| 15      | Gustav Pedersen        | RM       | 2005        | Däne         | 2025 |
| 17      | Felix Böckenholt       | LA       | 2005        | Deutscher    | 2018 |
| 19      | Finn Schroven          | RR       | 2003        | Deutscher    | 2023 |
| 24      | Peter Strosack         | RA       | 1994        | Deutscher    | 2023 |
| 30      | Julius Bahns           | RL       | 2006        | Deutscher    | 2021 |
| 34      | Max Schmidt            | RL/RM    | 2005        | Deutscher    | 2024 |
| 42      | Jan Schmidt            | KM       | 2005        | Deutscher    | 2020 |
| 47      | Paul Scholl            | LA       | 2006        | Deutscher    | 2011 |
| 50      | Luis Pauli             | LA       | 2004        | Deutscher    | 2020 |
| 55      | Frederik Sondermann    | KM       | 2005        | Deutscher    | 2020 |
| 66      | Julius Hein            | KM       | 2006        | Deutscher    | 2025 |
| 71      | Malte Adam             | RM       | 2007        | Deutscher    | 2021 |
| Trainer | Julian Bauer           |          | 1994        | Deutscher    | 2024 |

#### Transfers zur Saison 2025/26
| Zugänge              | Zugänge         | Zugänge           |
| Nation               | Name            | abgebender Verein |
| -------------------- | --------------- | ----------------- |
| Deutschland          | Vinzent Bertl   | SC DHfK Leipzig   |
| Deutschland          | Max Schmidt     | TuS 82 Opladen    |
| Deutschland          | Julius Hein     | VfL Gummersbach   |
| Danemark             | Gustav Pedersen | GOG               |
| Stand: 11. März 2025 |                 |                   |

| Abgänge                        | Abgänge          | Abgänge                    |
| Nation                         | Name             | aufnehmender Verein        |
| ------------------------------ | ---------------- | -------------------------- |
| Deutschland                    | Joshua Reuland   | HV Vallendar               |
| Deutschland Vereinigte Staaten | Patrick Hüter    | Karriereende               |
| Deutschland                    | Alexander Senden | Karriereende               |
| Luxemburg                      | Luke Kaysen      | SV Salamander Kornwestheim |
| Stand: 28. Mai 2025            |                  |                            |

#### Transfers zur Saison 2026/27
| Zugänge               | Zugänge               | Zugänge               |
| Nation                | Name                  | abgebender Verein     |
| Stand: 6. August 2025 | Stand: 6. August 2025 | Stand: 6. August 2025 |
| --------------------- | --------------------- | --------------------- |

| Abgänge               | Abgänge     | Abgänge                       |
| Nation                | Name        | aufnehmender Verein           |
| --------------------- | ----------- | ----------------------------- |
| Deutschland           | Jan Schmidt | Handball Sport Verein Hamburg |
| Stand: 8. August 2025 |             |                               |

### Bekannte ehemalige Spieler
- Henrik Andersson
- Moritz Barkow
- Dieter Bartke
- Jacek Będzikowski
- Alexander Bommes
- Ulrich Derad
- Marian Dumitru
- Klaus Dyllong
- Sebastian Faißt
- Maximilian Holst
- Jan-Olaf Immel
- Nikolaj Bredahl Jacobsen
- Michael Klemm
- Karsten Kohlhaas
- Joachim Kurth
- Michiel Lochtenbergh
- Olaf Mast
- Kentin Mahé
- Pascal Mahé
- Norbert Nowak
- Adrian Pfahl
- Andreas Simon
- Dieter Springel
- Viktor Szilágyi
- Andreas „Hexer“ Thiel
- Karl-Heinz Töpfer
- Marcus Wallgren

### Trainer der 1. Mannschaft
| Nationalität                                   | Name                  | Bemerkung  | Amtszeit  |
| ---------------------------------------------- | --------------------- | ---------- | --------- |
| Rumänien 1965                                  | Petre Ivănescu        | 26 Spiele  | 1986–1988 |
| Jugoslawien Sozialistische Föderative Republik | Nedeljko Vujinović    | 13 Spiele  | 1988      |
| Deutschland                                    | Werner Enders         | 39 Spiele  | 1988–1990 |
| Deutschland                                    | Arno Ehret            | 26 Spiele  | 1990      |
| Deutschland                                    | Hans-Dieter Schmitz   | 123 Spiele | 1991–1994 |
| Island                                         | Kristján Arason       | 60 Spiele  | 1995–1996 |
| Deutschland                                    | Christian Fitzek      | 18 Spiele  | 1997      |
| Deutschland                                    | Hans-Joachim Gossow   | 32 Spiele  | 1997–1998 |
| Deutschland                                    | Peter Pysall          | 30 Spiele  | 1998–2000 |
| Island                                         | Guðmundur Guðmundsson | 59 Spiele  | 1999–2001 |
| Deutschland                                    | Kai Wandschneider     | 351 Spiele | 2001–2011 |
| Deutschland                                    | Richard Ratka         | 72 Spiele  | 2011–2012 |
| Deutschland                                    | Jörg Bohrmann         |            | 2012–2016 |
| Deutschland                                    | Tobias Plaz           |            | 2016–2016 |
| Deutschland                                    | Alexander Koke        |            | 2016–2017 |
| Deutschland                                    | Ulli Kriebel          |            | 2017–2018 |
| Serbien                                        | Duško Bilanović       |            | 2019–2022 |
| Deutschland                                    | Peer Pütz             |            | 2022–2022 |
| Deutschland                                    | Matthias Flohr        |            | 2022–2024 |
| Deutschland                                    | Julian Bauer          |            | 2024–     |

### Weitere Senioren-Mannschaften
Zurzeit nehmen neben der ersten Mannschaft noch zwei weitere Herrenmannschaften und elf männlichen Jugendmannschaften am Ligenspielbetrieb teil. Die Leistungsmannschaften der A-Jugend, B-Jugend und C-Jugend spielen dabei seit Jahren in den höchsten Leistungsklassen ihrer Altersgruppen.

#### 2. Mannschaft „U23“
Die Zweitvertretung spielt zurzeit in der Regionalliga Nordrhein. 

#### 3. Mannschaft „U21“
Das Team von Jens Hentschel und Markus Annas schaffte in der Saison 2010/11 mit einer stark verjüngten Truppe den Aufstieg in die 1. Kreisklasse. Nach dem Klassenerhalt in der darauffolgenden Saison stieg das junge Team in der Saison 2012/13 als Meister in die Kreisliga auf. Der zweite Aufstieg innerhalb von 3 Jahren ist etwas ganz Besonderes, denn die jüngste Herrenvertretung des TSV spielt somit in der höchsten Klasse im Kreis Köln/Rheinberg. Die erste Saison in der Kreisliga schloss das Team auf dem 4. Tabellenplatz ab.
Doch nicht nur auf der Platte machte die Mannschaft in der Vergangenheit auf sich aufmerksam. Besonders durch die Teilnahme an den Karnevalszügen in Dormagen und Zons verschaffte man sich weiterhin eine große Fanbase.
Nicht zu vergessen ist der Einsatz für den deutschen Kinderschutzbund sowie die eigene Fankollektion der Mannschaft, welche mit Sicherheit ein Novum im Kölner Handballkreis darstellt. Mit ihren aktuellen Spieltagvideos U21 TV hält die Mannschaft alle interessierten Fans wöchentlich auf dem Laufenden. Die Mannschaft besteht fast komplett aus Eigengewächsen des TSV Bayer Dormagen.
Die dritte Mannschaft spielt zurzeit in der 1. Kreisklasse.

## Abteilung Fußball
Die Fußballabteilung umfasst zwei Männermannschaften und zehn Jugendmannschaften.

### Geschichte
Im Jahre 1950 gelang den Fußballern erstmals der Aufstieg in die Landesliga Niederrhein, die seinerzeit noch die höchste Amateurliga war. Als Vorletzter mussten die Dormagener allerdings nach einer Saison wieder absteigen. Erst im Jahre 1976 gelang der Wiederaufstieg in die Landesliga und verpasste zwei Jahre später den Aufstieg in die Verbandsliga Niederrhein nur knapp. 1991 gelang schließlich der Sprung in die Verbandsliga, wo die Dormagener zwei Jahre später Vizemeister hinter Rot-Weiß Oberhausen wurden und damit ihren sportlichen Zenit erreichten. In den folgenden Jahren rutschte die Mannschaft ins Mittelmaß zurück und musste im Jahre 1997 den Gang in die Landesliga antreten. Im Jahre 2015 folgte der Abstieg in die Bezirksliga, wo der direkte Wiederaufstieg folgte. Dennoch ging es 2017 wieder runter in die Bezirksliga.

### Persönlichkeiten
- Markus Anfang
- Klaus Bruckmann
- Dirk Caspers
- Ulrich Kohn
- Josef Kurth
- Andreas Lambertz
- Hans-Günter Neues
- Andrzej Pałasz
- Tim Rubink
- Steffen Schäfer
- Leo Wilden

## Abteilung Volleyball
In der Volleyballabteilung spielen fünf Frauen- und drei Männermannschaften sowie zahlreiche Mannschaften der weiblichen Jugend. Sowohl die erste Frauen- als auch die erste Männermannschaft spielt in der Saison 2013/14 in der Oberliga des Westdeutschen Volleyball-Verbands.

## Abteilung Fechten
Der TSV Bayer Dormagen ist Landesleistungsstützpunkt in NRW für die Sportart Fechten und Bundes-Stützpunkt für die Disziplin Säbel. In Deutschland und auch weltweit gehört der Verein zu den erfolgreichsten Fechtvereinen überhaupt und hat seit 2005 bereits sechs Einzel-Weltmeister und sieben Mannschafts-Weltmeister hervorgebracht. Der bekannteste Fechter ist Nicolas Limbach, der nach seinem Einzelerfolg bei den Junioren-Weltmeisterschaften 2005 in Linz im Jahre 2009 in Antalya Einzelweltmeister der Aktiven wurde und gleichzeitig den Gesamtweltcup im Herrensäbel gewann. Mit Richard Hübers bei den Kadetten, Max Hartung bei den Junioren und Nicolas Limbach bei den Aktiven stellte der TSV im März 2010 sogar gleichzeitig die Säbelweltmeister aller Altersklassen.
In den Jahren 2012, 2013 und 2014 schafften es die Fechter des TSV Bayer Dormagen bei den deutschen Meisterschaften sowohl bei den Herren als auch bei den Damen die jeweiligen Mannschafts- und Einzelmeister zu stellen.
| Jahr | Athlet                                                   | Wettbewerb                                          |
| ---- | -------------------------------------------------------- | --------------------------------------------------- |
| 1994 | Reka Szabo                                               | Florett Einzel Florett Mannschaft                   |
| 2005 | Nicolas Limbach                                          | Säbel Einzel (Junioren) Säbel Mannschaft (Junioren) |
| 2007 | Benedikt Beisheim                                        | Säbel Einzel (Junioren)                             |
| 2009 | Nicolas Limbach                                          | Säbel Einzel                                        |
| 2009 | Max Hartung                                              | Säbel Einzel (Junioren)                             |
| 2010 | Richard Hübers                                           | Säbel Einzel (Kadetten)                             |
| 2010 | Benedikt Wagner Matyas Szabo Sebastian Schrödter         | Säbel Mannschaft (Junioren)                         |
| 2011 | Matyas Szabo                                             | Säbel Einzel (Junioren)                             |
| 2011 | Matyas Szabo Richard Hübers                              | Säbel Mannschaft (Junioren)                         |
| 2013 | Richard Hübers Rouven Redwanz Robin Schrödter            | Säbel Mannschaft (Junioren)                         |
| 2014 | Nicolas Limbach Max Hartung Benedikt Wagner Matyas Szabo | Säbel Mannschaft                                    |
| 2017 | Matyas Szabo                                             | Säbel Militär-WM                                    |
| 2019 | Richard Hübers                                           | Säbel Militär-WM                                    |

| Jahr | Athlet                                                     | Medaille                                                                                    |
| ---- | ---------------------------------------------------------- | ------------------------------------------------------------------------------------------- |
| 1968 | Paul Wischeidt                                             | -                                                                                           |
| 1972 | Paul Wischeidt                                             | -                                                                                           |
| 1984 | Freddy Scholz                                              | -                                                                                           |
| 1988 | Stephan Thönneßen                                          | -                                                                                           |
| 1988 | Wolfgang Kempf (Paralympics)                               | Bronze Säbel Einzel Silber Säbel Mannschaft Silber Florett Einzel Silber Florett Mannschaft |
| 1992 | Felix Becker                                               | -                                                                                           |
| 1992 | Reka Szabo (Rumänien)                                      | Bronze Florett Mannschaft                                                                   |
| 1992 | Wolfgang Kempf (Paralympics)                               | Gold Säbel Einzel Silber Säbel Mannschaft Bronze Florett Mannschaft                         |
| 1996 | Jutta Jacob (Paralympics)                                  | Silber Degen Mannschaft                                                                     |
| 1996 | Wolfgang Kempf (Paralympics)                               | Bronze Säbel Mannschaft                                                                     |
| 1996 | Felix Becker                                               | -                                                                                           |
| 1996 | Vilmoș Szabo (Rumänien)                                    | -                                                                                           |
| 1996 | Reka Szabo (Rumänien)                                      | Silber Florett Mannschaft                                                                   |
| 2000 | Reka Szabo (Rumänien)                                      | -                                                                                           |
| 2008 | Nicolas Limbach                                            | -                                                                                           |
| 2012 | Nicolas Limbach, Max Hartung, Benedikt Wagner              | -                                                                                           |
| 2016 | Max Hartung, Matyas Szabo                                  | -                                                                                           |
| 2021 | Max Hartung, Matyas Szabo, Benedikt Wagner, Richard Hübers | -                                                                                           |